# Guinea ai Giochi della XIX Olimpiade
La Guinea partecipò ai Giochi della XIX Olimpiade che si sono svolti a Città del Messico dal 12 al 27 ottobre 1968, con una delegazione di 15 giocatori che presero parte al torneo di calcio. Fu la prima partecipazione del Paese africano ai Giochi. Non fu conquistata nessuna medaglia.